# 塞桑 (热尔省)
塞桑（法語：Seissan，法語發音：[sɛsɑ̃]）是法国热尔省的一个市镇，属于欧什区。

## 地理
塞桑（43°29'32"N, 0°35'35"E）面积18.56 平方千米，位于法国奧克西塔尼大區热尔省，该省份为法国西南部内陆省份，北起顺时针与洛特-加龙省、塔恩-加龙省、上加龙省、上比利牛斯省、大西洋比利牛斯省和朗德省接壤。
与塞桑接壤的市镇（或旧市镇、城区）包括：奥尔内藏、克莱蒙-普伊吉耶斯、迪尔邦、拉巴特、拉贝让、卢贝尔桑、蒙费朗-普拉韦斯、普伊卢布兰、塔舒瓦尔。

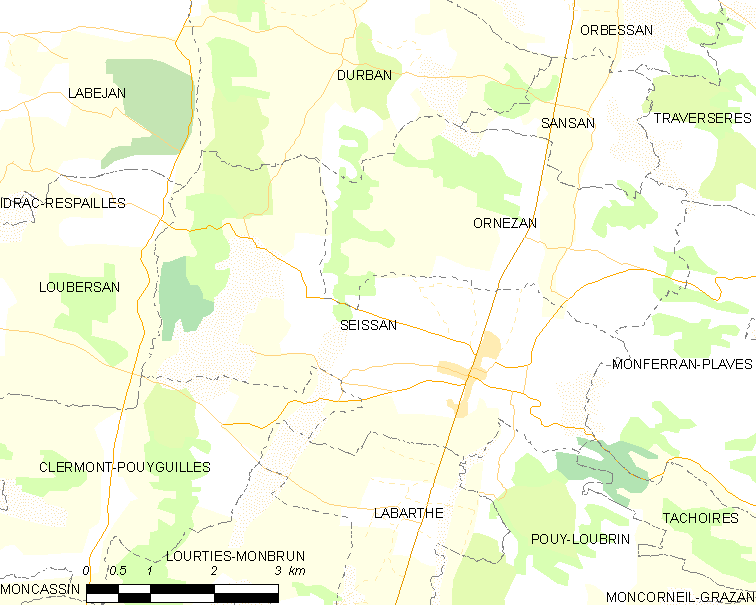
的OSM定位图

塞桑的时区为UTC+01:00、UTC+02:00（夏令时）。

## 行政
塞桑的邮政编码为32260，INSEE市镇编码为32426。

## 政治
塞桑所属的省级选区为阿斯塔拉克-日莫讷县。

## 人口

1962-2008年间人口变化图示

塞桑于2022年1月1日时的人口数量为1098人。